# 順平県
順平県（じゅんへい-けん）は中華人民共和国河北省保定市に位置する県。

## 歴史
南北朝時代の北斉により現在の満城区より移転された北平県が前身である。932年（長興3年）、五代十国時代の後唐により燕平県と改称されたが、宋初に再び北平県に戻された。金代になると永平県と改称、1214年（貞祐2年）に完州に昇格した。元代になると1265年（至元2年）に永平県に降格したが、間もなく完州に戻された。1369年（洪武2年）、明朝は完県に改められた。
1958年に完県は廃止され保定市に編入、1960年に清苑県に、1961年に満城県に移管され、1962年に再び完県が設置された。1993年に順平県と改称され現在に至る。

## 行政区画
- 鎮:蒲陽鎮、高于鋪鎮、腰山鎮、蒲上鎮、神南鎮、安陽鎮、白雲鎮
- 郷:河口郷、台魚郷、大悲郷